# Kambóchora
Le dème de Kambóchora, en grec moderne : Δήμος Καμποχώρων / Dímos Kambochóron, est un ancien dème sur l'île de Chios, en Égée-Septentrionale, Grèce. Depuis 2010, il est fusionné au sein du dème de Chios.
Selon le recensement de 2011, la population du dème s'élève à 2 897 habitants.
La localité couvre la région historique de Kámbos (el) (« Plaine » en français), qui connut une économie florissante à l'époque gênoise principalement liée à l'exportation d'agrumes,.